# Graduale ''Speciosus forma''
Graduale "Speciosus forma", JW II/1, és un motet per a veus mixtes i orgue compost per Leoš Janáček el 1874 a Praga, mentre estudiava a l'Escola d'orgue de Praga. El text és en llatí i es basa en el Liber usualis.
Compost en mode lidi, va ser el primer motet de Janáček.